# Yago dos Santos
Yago dos Santos, né le 9 mars 1999 à Tupã, au Brésil, est un joueur brésilien de basket-ball, évoluant au poste de meneur.

## Biographie
Formé à Palmeiras, Yago commence sa carrière professionnelle en 2016 avec Paulistano, en NBB. Il y reste quatre saisons, avant de rejoindre Flamengo en 2020. Il y dispute deux saisons, remportant la Coupe intercontinentale en 2022, ainsi que deux titres de champion de NBB. Il est nommé MVP des Finales de NBB en 2021.

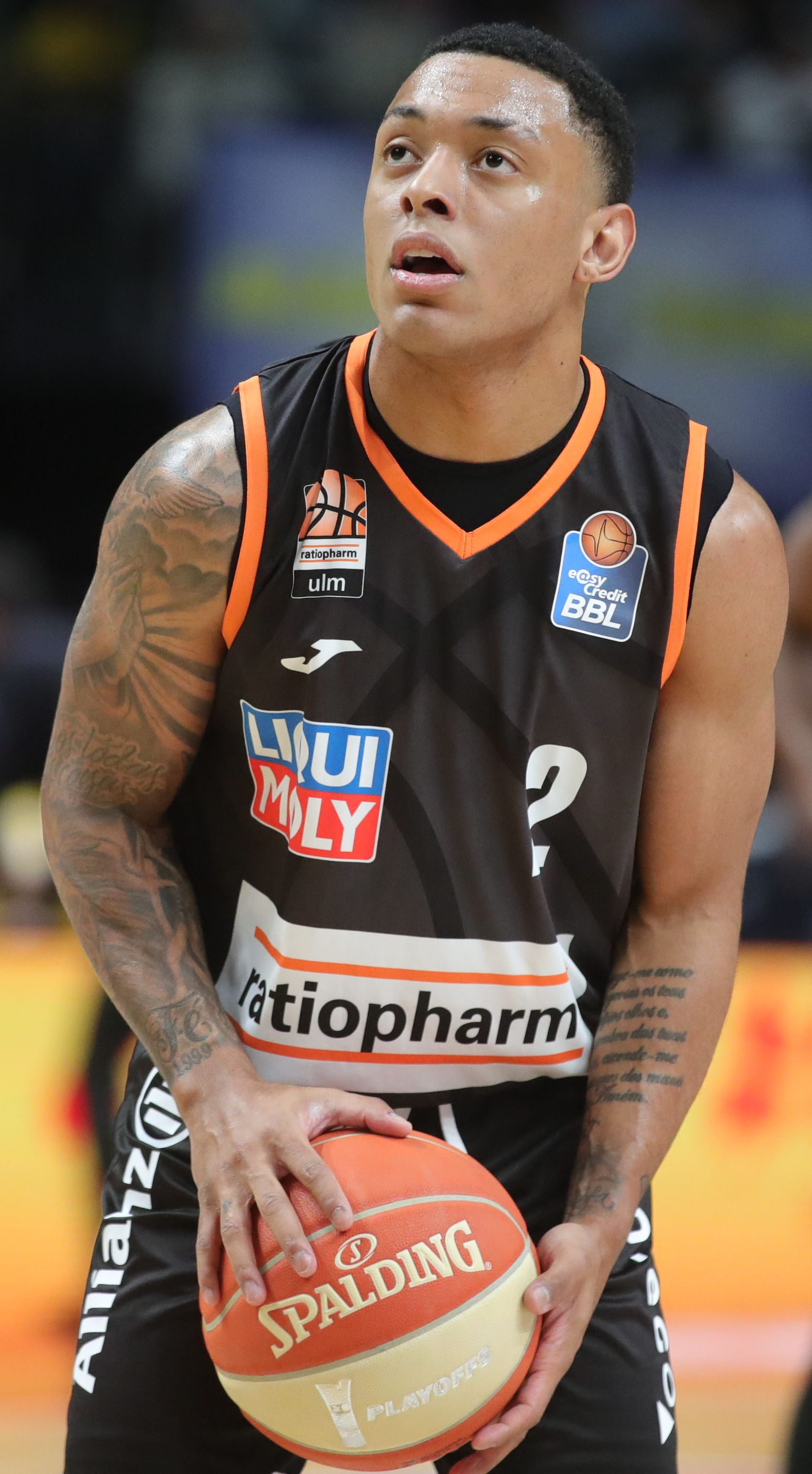
Yago dos Santos sous le maillot de Ratiopharm Ulm en quarts de finale des playoffs de Bundesliga 2022-2023, face à ALBA Berlin

Le 20 juillet 2022, Yago il signe un contrat de deux ans avec le club de Ratiopharm Ulm, évoluant en Bundesliga allemande. Il y joue un rôle déterminant dans le premier titre de champion d’Allemagne de l’histoire du club en 2023. Il est nommé MVP des finales de la Bundesliga. Lors de cette saison, il dispute 45 matchs en championnat (tous comme titulaire), avec une moyenne de 15,0 points, 5,7 passes décisives et 2,7 rebonds par match.
Le 17 juillet 2023, Yago signe un contrat de trois ans avec le club serbe de l'Étoile rouge de Belgrade. Le 28 juin 2024, il prolonge son contrat jusqu’en 2027.

## Équipe nationale
En octobre 2017, il est convoqué pour la première fois afin de disputer une compétition officielle avec l’équipe nationale brésilienne. Yago participe aux deux premières journées des éliminatoires pour la coupe du monde de 2019, contre le Chili et le Venezuela.
Pour ses débuts, lors du match contre la sélection chilienne, le 24 novembre 2017, Yago est le meilleur passeur de l’équipe, aux côtés de Ricardo Fischer, avec un total de six passes décisives. Il inscrit dix points et prend deux rebonds, obtenant ainsi la meilleure évaluation du match côté brésilien.
Le 5 août 2018, il remporte le championnat d'Amérique du Sud des moins de 21 ans face à l’Argentine dans la ville de Salta. Yago inscrit 20 points en finale. Il est élu MVP du tournoi.
En juillet 2022, Yago a mené l’équipe des moins de 23 ans, dirigée par Tiago Splitter, à la médaille d’or lors du tournoi GLOBL Jam à Toronto. En finale, il a marqué 30 points et délivré 11 passes décisives, ce qui lui vaut d’être élu MVP de la compétition.
Quelques mois plus tard, il participe à la Coupe des Amériques 2022 en septembre et atteint la finale contre l’Argentine. Malgré une défaite serrée (75-73), Yago est sélectionné dans le cinq majeur du tournoi.
Il fait partie de la liste des 12 joueurs convoqués pour la coupe du monde 2023.

## Palmarès
- Champion du Brésil 2018, 2021
- MVP des Finales de NBB 2021
- Basketball Champions League Americas 2021
- Coupe intercontinentale 2022
- Champion d'Allemagne 2023
- Champion de Serbie 2024
- Ligue adriatique 2024
- Coupe de Serbie 2024, 2025
- MVP des finales de la ligue adriatique 2024
- Finaliste de la Coupe des Amériques 2022
- 3e de la coupe des Amériques des moins de 18 ans 2016